# Стефан Станков
Стефан Петрушев Станков е български революционер и занаятчия.

## Биография
Роден е през 1879 г. във Велес. Участва в четата на Яне Сандански. През 1912 г. постъпва в Македоно-одринското опълчение и участва в Балканската и Междусъюзническата война. Награден е с Военния орден „За храброст“ ІV степен. През 1928 г. получава майсторско свидетелство, издадено от Софийска търговско-индустриална камара за провъзгласяването му за майстор в тухларо-керемидарския занаят. Умира през 1958 г.
Личният му архив се съхранява във фонд 1408К в Държавен архив – София. Той се състои от 10 архивни единици от периода 1909 – 1954 г.